# Società Sportiva Acireale 1932-1933
Questa voce raccoglie le informazioni riguardanti la Società Sportiva Acireale nelle competizioni ufficiali della stagione 1932-1933.

## Stagione
L'Acireale debutta in Prima Divisione nella stagione 1932-1933 delude le aspettative iniziali, rimanendo invischiato nella lotta salvezza. Per questa ragione i vertici societari optarono per un cambio di guida tecnica della squadra. Con il nuovo allenatore i granata si rendono protagonisti di una rimonta inaspettata, collezionando risultati positivi riuscendo ad uscire dalla parte bassa della classifica.
L'inizio del 1933 vede il primo derby della storia del calcio acese, infatti l'8 gennaio del 1933 affronta il Catania nel campo di Piazza Verga. I granata in vantaggio per 1 a 0 a fine primo tempo, sperando nell'ennesimo risultato positivo, non riuscirono a mantenere il vantaggio e vede padroni di casa in rimonta per un finale di 3-2.
Nonostante il derby perso l'Acireale continua la corsa verso la salvezza, incespicando saltuariamente, come nella partita in casa contro la Catanzarese, dove perdette l'incontro a tavolino per 0-2 per decisione del D.D.S., per gravi comportamento fuori e dentro il terreno di gioco. A conclusione del campionato l'Acireale riuscì a salvarsi, ma a causa della morte del presidente Cavalier Peppino Puglisi, si sciolse, rinunciando a partecipare alla successiva stagione 1933-1934 di Prima Divisione.

## Rosa

S.S. Acireale in trasferta ad Agrigento, 8ª giornata di andata.

| N. |                   | Ruolo | Calciatore               |
| -- | ----------------- | ----- | ------------------------ |
|    | Italia (bandiera) | C     | Angelo Bacigalupo (IV)   |
|    | Italia (bandiera) | A     | Vittorio Bacigalupo (II) |
|    | Italia (bandiera) | A     | Bruno Borasi             |
|    | Italia (bandiera) | D     | Vincenzo Coppo           |
|    | Italia (bandiera) | C     | Giovanni Greppi          |
|    | Italia (bandiera) | A     | Nino Isacco              |
|    | Italia (bandiera) | P     | Adastro Masi             |
|    | Italia (bandiera) | C     | Dino Masini              |
|    | Italia (bandiera) | D     | Emanuele Navone          |
|    | Italia (bandiera) | A     | Riccardo Pellini         |
|    | Italia (bandiera) | A     | Enrico Rosaguti          |

| N. |                   | Ruolo | Calciatore           |
| -- | ----------------- | ----- | -------------------- |
|    | Italia (bandiera) | C     | Amedeo Sconfienza    |
|    | Italia (bandiera) | D     | Alberto Benassi      |
|    | Italia (bandiera) |       | Ivo Casini           |
|    | Italia (bandiera) |       | Francesco Irullo     |
|    | Italia (bandiera) |       | Eusebio Foresto      |
|    | Italia (bandiera) |       | Battista Pizzoccheri |
|    | Italia (bandiera) |       | Valerio Rier         |
|    | Italia (bandiera) |       | Alfredo Riva         |
|    | Italia (bandiera) |       | Aldebrando Rossi     |
|    | Italia (bandiera) |       | Lorenzo Vannucchi    |
|    | Italia (bandiera) |       | Pietro Vorasi        |

## Risultati

### Prima Divisione

#### Girone di andata
| Arbitro: | Ferrorelli (Napoli) |

|                                                         |           |                   |
| Pampaloni 40’ Mortarotti 43’ (rig.) s.t.’ Perazzi s.t.’ | Marcatori | Bacigalupo lV ??’ |

| Acireale 9 ottobre 1932 2ª giornata                                                    | Acireale  | 3 – 3               | Palermo B | Stadio "Casimiro Carpinato" |
| \| \| \| \| \| Pizzoccheri Isacco Bacigalupo IV \| Marcatori \| 1’, ?’ Bazan Caruso \| |           |                     |           |                             |
|                                                                                        |           |                     |           |                             |
| Pizzoccheri Isacco Bacigalupo IV                                                       | Marcatori | 1’, ?’ Bazan Caruso |           |                             |

| Arbitro: | Ciaccio (Taranto) |

|                        |           |          |
| Santagostino Masseroni | Marcatori | Rosaguti |

| Acireale 23 ottobre 1932 4ª giornata                                  | Acireale  | 0 – 3                               | Siracusa | Stadio "Casimiro Carpinato" |
| \| \| \| \| \| \| Marcatori \| 21’ Macchi 36’ Rinesi 70’ Benedetti \| |           |                                     |          |                             |
|                                                                       |           |                                     |          |                             |
|                                                                       | Marcatori | 21’ Macchi 36’ Rinesi 70’ Benedetti |          |                             |

| Messina 6 novembre 1932 5ª giornata  | Peloro    | 1 – 0 | Acireale | Campo Sportivo di Portalegni |
| \| \| \| \| \| ?’ \| Marcatori \| \| |           |       |          |                              |
|                                      |           |       |          |                              |
| ?’                                   | Marcatori |       |          |                              |

| 13 novembre 1932 6ª giornata |  | – Riposo |  |  |

| Acireale 20 novembre 1932 7ª giornata              | Acireale  | 3 – 0 | Reggina | Stadio "Casimiro Carpinato" |
| \| \| \| \| \| 0 ?’, 0 ?’, 0 ?’ \| Marcatori \| \| |           |       |         |                             |
|                                                    |           |       |         |                             |
| 0 ?’, 0 ?’, 0 ?’                                   | Marcatori |       |         |                             |

| Agrigento 4 dicembre 1932 8ª giornata                   | Agrigento | 2 – 2      | Acireale | Campo Piano Sanfilippo |
| \| \| \| \| \| 0 ?’, 0 ?’ \| Marcatori \| 0 ?’, 0 ?’ \| |           |            |          |                        |
|                                                         |           |            |          |                        |
| 0 ?’, 0 ?’                                              | Marcatori | 0 ?’, 0 ?’ |          |                        |

| Caltanissetta 11 dicembre 1932 9ª giornata         | Nissena   | 0 – 3            | Acireale | Stadio Dux |
| \| \| \| \| \| \| Marcatori \| 0 ?’, 0 ?’, 0 ?’ \| |           |                  |          |            |
|                                                    |           |                  |          |            |
|                                                    | Marcatori | 0 ?’, 0 ?’, 0 ?’ |          |            |

| Arbitro: | Cinti (Napoli) |

|            |           |      |
| 0 ?’, 0 ?’ | Marcatori | 0 ?’ |

| Arbitro: | Mastellari (Bologna) |

|                                   |           |                         |
| 62’, 72’ Bianzino 86’ Pignattelli | Marcatori | Pellini 11’ Foresto 47’ |

#### Girone di ritorno
| Acireale 29 gennaio 1933 12ª giornata        | Acireale  | 2 – 0 | Cosenza | Stadio "Casimiro Carpinato" |
| \| \| \| \| \| 0 '’, 0 ?’ \| Marcatori \| \| |           |       |         |                             |
|                                              |           |       |         |                             |
| 0 '’, 0 ?’                                   | Marcatori |       |         |                             |

| 5 febbraio 1933 13ª giornata      | Palermo B | 0 – 1 | Acireale |  |
| \| \| \| \| \| \| Marcatori \| \| |           |       |          |  |
|                                   |           |       |          |  |
|                                   | Marcatori | Gol   |          |  |

| Acireale 19 febbraio 1933 14ª giornata | Acireale | 0 – 2 A tav. | Catanzarese | Stadio "Casimiro Carpinato" |

| Siracusa 26 febbraio 1933 15ª giornata       | Siracusa  | 1 – 0 | Acireale | Stadio Vittorio Emanuele III |
| \| \| \| \| \| Pacini 63’ \| Marcatori \| \| |           |       |          |                              |
|                                              |           |       |          |                              |
| Pacini 63’                                   | Marcatori |       |          |                              |

| Acireale 5 marzo 1933 16ª giornata | Acireale  | 1 – 0 | Peloro | Stadio "Casimiro Carpinato" |
| \| \| \| \| \| \| Marcatori \| \|  |           |       |        |                             |
|                                    |           |       |        |                             |
| Gol                                | Marcatori |       |        |                             |

| 12 marzo 1933 17ª giornata |  | – Riposo |  |  |

| Arbitro: | De Crescenzio (Napoli) |

|                                                        |           |                               |
| Bottaro 0 ?’, 0 ?’ Faccenda 0 ?’ Gorla ?’ Grandis 0 ?’ | Marcatori | ?’ Isacco ?’ (aut.) Recordati |

| Acireale 30 aprile 1933 19ª giornata   | Acireale  | 1 – 0 | Agrigento | Stadio "Casimiro Carpinato" |
| \| \| \| \| \| 0 ?’ \| Marcatori \| \| |           |       |           |                             |
|                                        |           |       |           |                             |
| 0 ?’                                   | Marcatori |       |           |                             |

| Acireale 9 aprile 1933 20ª giornata               | Acireale  | 2 – 1 | Nissena | Stadio "Casimiro Carpinato" |
| \| \| \| \| \| 0 ?’, 0 ?’ \| Marcatori \| 0 ?’ \| |           |       |         |                             |
|                                                   |           |       |         |                             |
| 0 ?’, 0 ?’                                        | Marcatori | 0 ?’  |         |                             |

| Trapani 16 aprile 1933 21ª giornata                              | Juventus Trapani | 3 – 1 | Acireale | Campo degli Spalti |
| \| \| \| \| \| Vignozzi 0 ?’, 0 ?’, 0 ?’ \| Marcatori \| 0 ?’ \| |                  |       |          |                    |
|                                                                  |                  |       |          |                    |
| Vignozzi 0 ?’, 0 ?’, 0 ?’                                        | Marcatori        | 0 ?’  |          |                    |

| Acireale 23 aprile 1933 22ª giornata | Acireale      | 0 – 0 | Catania | Stadio "Casimiro Carpinato"\| Arbitro: \| Celano (Roma) \| |
| Arbitro:                             | Celano (Roma) |       |         |                                                            |

### Statistiche di squadra
| Competizione    | Punti | In casa | In casa | In casa | In casa | In casa | In casa | In trasferta | In trasferta | In trasferta | In trasferta | In trasferta | In trasferta | Totale | Totale | Totale | Totale | Totale | Totale | DR  |
| Competizione    | Punti | G       | V       | N       | P       | Gf      | Gs      | G            | V            | N            | P            | Gf           | Gs           | G      | V      | N      | P      | Gf     | Gs     | DR  |
| --------------- | ----- | ------- | ------- | ------- | ------- | ------- | ------- | ------------ | ------------ | ------------ | ------------ | ------------ | ------------ | ------ | ------ | ------ | ------ | ------ | ------ | --- |
| Prima Divisione | .     | .       | .       | .       | .       | .       | ..      | ..           | .            | .            | .            | ..           | ..           | .      | .      | .      | .      | ..     | ..     | -.. |

### Statistiche dei giocatori
| Giocatore          | 1ª Divisione | 1ª Divisione |
| Giocatore          | Presenze     | Reti         |
| ------------------ | ------------ | ------------ |
| A. Bacigalupo (IV) | ?            | ?            |
| V. Bacigalupo      | ?            | ?            |
| . cognome          | ?            | ?            |
| . cognome          | ?            | ?            |
| . cognome          | ?            | ?            |
| . cognome          | ?            | ?            |
| . cognome          | ?            | ?            |
| . cognome          | ?            | ?            |
| . cognome          | ?            | ?            |
| . cognome          | ?            | ?            |
| . cognome          | ?            | ?            |
| . cognome          | ?            | ?            |
| . cognome          | ?            | ?            |
| . cognome          | ?            | ?            |
| . cognome          | ?            | ?            |
| . cognome          | ?            | ?            |
| . cognome          | ?            | ?            |
| . cognome          | ?            | ?            |
| . cognome          | ?            | ?            |